# Heilig Hartbeeld (Arnhem)
Het Heilig Hartbeeld is een sculptuur in de Nederlandse stad Arnhem, in de provincie Gelderland.

## Achtergrond
Architect Alfred Tepe ontwierp de Sint-Martinuskerk die tussen 1874 en 1876 werd gebouwd. Ter gelegenheid van het 40-jarig priesterjubileum van pastoor W.G.A.H. van Berkel (1870-1950) werd hem door de parochianen een Heilig Hartbeeld aangeboden. Het werd gemaakt door de Haarlemse beeldhouwer Johannes Petrus Maas. Het beeld, in de vorm van een groot reliëf, werd boven de entree in de toren geplaatst en op 15 augustus 1934 onthuld en ingewijd. 
Bij zijn 50-jarig jubileum in 1944 kreeg Van Berkel van de parochianen een elektrisch uurwerk voor de toren. Hij ging het jaar erop met pensioen. De kerk is sinds 1976 erkend als rijksmonument.

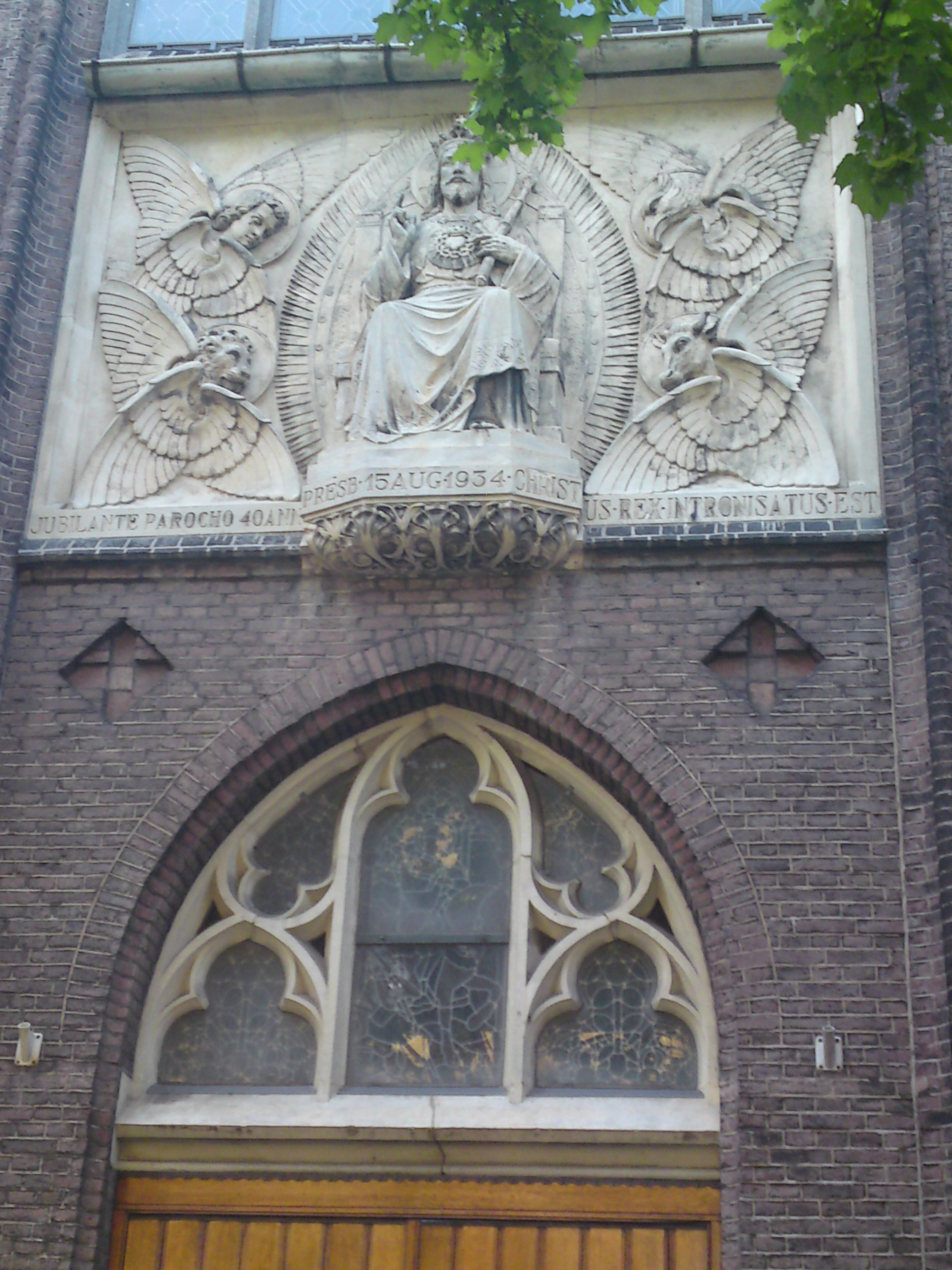

## Beschrijving
De zandstenen plaquette toont Christus als Koning van het heelal, zittend op een troon. Hij draagt een kroon en in zijn linkerhand een scepter. De rechterhand is zegenend geheven, de linker wijst naar het Heilig Hart op de borst. In de handen zijn de stigmata zichtbaar.
De gevleugelde figuren in de hoeken van de plaquette vormen een tetramorf, zij verwijzen naar de vier evangelisten: de engel van Matteüs, de adelaar van Johannes, de leeuw van Marcus en de os van Lucas.
In de onderste rand van de plaquette is een Latijnse tekst aangebracht: 

JUBILANTE PAROCHO 40 ANNI PRESB 15 AUG 1934 CHRISTUS REX INTRONISATUS EST